# Catherine Queloz
Pour les articles homonymes, voir Queloz.
Catherine Queloz, née en 1948 à Genève, est une historienne de l'art, professeure honoraire à la HEAD et directrice de recherche en histoire/théorie de l'art et cultural studies. Elle remporte le prix suisse d'art Meret Oppenheim en 2014,

## Biographie
Catherine Queloz, née en 1948 à Genève, est professeure en histoire et théorie de l'art, spécialisée dans la période contemporaine. Après des études aux États-Unis, elle intègre dès 1987, les études et pratiques curatoriales ainsi que les Cultural Studies (études de genre, études post-coloniales) à ses enseignements. 
En 2000, en collaboration avec Liliane Schneiter, professeure en histoire et théorie de l'art médiéval et moderne, elle cofonde le Programme Master de recherche CCC en études Critiques Curatoriales Cross-culturelles Cybermedias  à la HEAD. 
Dans le cadre du Programme CCC, les cofondatrices, en collaboration avec une faculté initient des projets de recherche sur les cultures émergentes de la durabilité, (projet soutenu par le Fonds National Suisse de la Recherche Scientifique FNS en 2015), sur les pratiques artistiques et les politiques mémorielles (projet FNS dès 2010) et, depuis 2000, sur l’économie de l’éducation et les formats de la recherche en art. En 2006, le Programme CCC ouvre un séminaire de préparation aux études de troisième cycle en art.

## Prix et distinctions
- 2014 : Prix Meret Oppenheim[4]